# Euphorbia orientalis
Euphorbia orientalis är en törelväxtart som beskrevs av Carl von Linné. Euphorbia orientalis ingår i släktet törlar, och familjen törelväxter. Inga underarter finns listade i Catalogue of Life.